# Steigmühle (Dettelbach)
Die Steigmühle (auch Neue Mühle, Maiersmühle, Heidnersmühle) ist eine ehemalige Getreidemühle im unterfränkischen Dettelbach. Sie liegt am Bibergauer Mühlbach im Westen der Dettelbacher Altstadt an der Nachtigallenstraße 31. Die Mühle ist eine der sogenannten zwölf Mühlen um die Stadt.

## Geschichte
Bereits zur Zeit des Deutschen Bauernkrieges existierte wohl eine Mühle an dieser Stelle des Baches. Erstmals urkundlich erwähnt wurde die Mühle im Jahr 1591, wobei aus dieser Zeit noch kein genauer Name für die Anlage überliefert ist. Damals war nur von vier Mühlen „gegen Bibergau“ die Rede. 1638 wurde die Steigmühle als Neue Mühle erstmals namentlich genannt, wahrscheinlich war sie in der Zwischenzeit neu errichtet worden.
Den heutigen Namen erhielt die Anlage im Jahr 1646. Sie wurde damals nach ihrer Lage und dem angrenzenden Flurstück Steigmühle genannt. Im Jahr 1686 taxierte man die Dettelbacher Mühlen erstmals vergleichend. Die Steigmühle war mit 250 Gulden die als am wertlosesten eingeschätzte Mühle. Allerdings gelang es den Müllern, bis 1777 den Wert ihrer Mühle auf 375 Gulden zu erhöhen. Die Mühle wechselte in den folgenden Jahrzehnten häufiger den Namen und erhielt zumeist den Namen des jeweiligen Inhabers.
Im Jahr 1840 war Franz Rauch Müller der Steigmühle. Die Mühle war die erste der zwölf Dettelbacher Mühlen, die den Mahlbetrieb aufgab und 1906 in eine Gaststätte umgewandelt wurde. Die Müller betrieben damals bereits längere Zeit lediglich Landwirtschaft. Letztmals erneuert wurde das Mühlengebäude im Jahr 1800, dabei entstand das noch vorhandene Mansardhaus. Es wird vom Bayerischen Landesamt für Denkmalpflege als Baudenkmal eingeordnet.

## Beschreibung und Technik
Das ehemalige Mühlengebäude, das durch Umbauten in einen Gaststättenbetrieb umgewandelt wurde, präsentiert sich als schlichter, zweigeschossiger Mansarddachbau aus der Zeit um 1800. Die ehemalige Steigmühle wurde 1840 von einem einzigen Mühlrad betrieben. Erst 1906 wurde der Betrieb auf eine Dampfmaschine umgestellt.